# 朝马铁路
朝马铁路，又名朝阳西线、朝马支线、马山支线、朝马线，建于1980年。全长18公里。共有车站3个。北起朝阳市区内的朝阳北站（原名朝阳西站），南至锦承铁路上的朝阳南站（原名朝阳站）。该线是为“212电厂”运煤而修建的专用铁道。初建时线路终到马山站，现马山站已停运。